# Parcova
Parcova è un comune della Moldavia situato nel distretto di Edineț di 2 321 abitanti al censimento del 2004

## Geografia fisica

### Territorio
Parcova è un comune del quale fanno parte due villaggi, Parcova propriamente e Fîntîna Albă, nel distretto di Edineț. È collocato nel nord della Repubblica Moldova e confina a nord con Ruseni, a sud-est con Chetroșica Nouă, a est con Gașpar e a ovest con Cupcini. Parcova come comune si estende per una superficie totale di 39,70 km². La frazione di Parcova si estende per una superficie di circa 24,90 km². Il territorio dedicato all'agricoltura è di circa 1966 ha, altri 85 ha sono dedicati al verde, quindi pianure, foreste ecc. ed infine 17,4 ha ai bacini idrici. Il territorio ha un terreno collinare con un suolo molto fertile, detto anche Černozëm, dal russo чернозём, cioè terra nera, il che deriva dal suo colore molto scuro. Si coltivano diverse prodotti come il mais, piante di girasole, il grano, le barbabietole, l'uva ecc., inoltre poco fuori dal villaggio vi è una cava, nella parte confinante con Chetroșica Veche, per l'estrazione della pietra. Parcova così come tutta la Moldavia è soggetta a scosse sismiche anche di elevata intensità. L'ultima in Parcova si è verificata nel 1990.

### Clima
Il clima è molto rigido d'inverno con temperature che possono scendere sotto lo zero, è toccare anche i -25 °C. Nel 2009 il termometro ha registrato i -39 °C durante la notte. D'estate la temperatura è di circa 25 °C di media con un'umidità quasi nulla e quindi poche precipitazioni.

## Storia
Parcova viene menzionato per la prima volta da Ștefan VI Rareș in un documento risalente al 30 Aprile del 1552 nel quale dichiara di donare a Comza Ghenghea un pezzo di terra nella tenuta di Hotin per far nascere un nuovo villaggio. Nel documento il posto viene indicato con il nome di Fîntîna Paricova. Nel 1605 Ieremia Movilă rinforzò il potere ed il dominio dei Ghenghea sul villaggio e sul suo territorio. Nel 1666 il sovrano moldavo Gheorghe Duca donò a Andrei Abaza la tenuta ed il villaggio per poi toglierlo e donarlo al monastero Cetățuia. L'ultimo documento storico dove viene citato il villaggio e del 1810 nel quale si dice che Parcova era ancora sotto il dominio del monastero. Durante la seconda guerra mondiale, il paese viene conquistato dall'esercito tedesco, il quale crea un avamposto in Parcova, durante il tentativo di conquista della Russia. Secondo testimonianze l'esercito tedesco scovò tutta la popolazione ebrea, zingara e tutti quelli che cercavano di proteggere questi ultimi per giustiziarli mediante la fucilazione appena fuori dal paese. Per quanto riguarda la popolazione moldava, nessuno fu toccato, anzi i soldati si dimostravano generosi soprattutto con i bambini dando loro qualcosa da mangiare. Durante l'occupazione russa però i proprietari terrieri furono spediti in Siberia e tutte le loro ricchezze sequestrate dallo stato, e pochi di loro fecero ritorno. Altri furono mandati in guerra a combattere contro i giapponesi, un esempio è Rusu Tudor che fu mandato al fronte per combattere contro i giapponesi, ma quasi senza possibilità di salvezza poiché non sapeva maneggiare un'arma e non poteva tornare indietro perché sarebbe stato ucciso dai russi perché considerato disertore o traditore. Allora si finse morto, e striscio in mezzo ai morti per tre giorni per poi riuscire a tornare a casa e per poter raccontare la sua storia. Durante gli anni ottanta sotto il dominio dell'Unione Sovietica, Parcova era un paesino ricco ed in via di sviluppo, ma dopo il 1991 con l'indipendenza ottenuta dalla Moldavia inizio un inesorabile declino. Ciò determinò la migrazione dei giovani verso le città importanti come la capitale Chișinău ed all'estero.

## Società

### Evoluzione demografica
In base al censimento del 2004 la popolazione è così suddivisa dal punto di vista etnico:

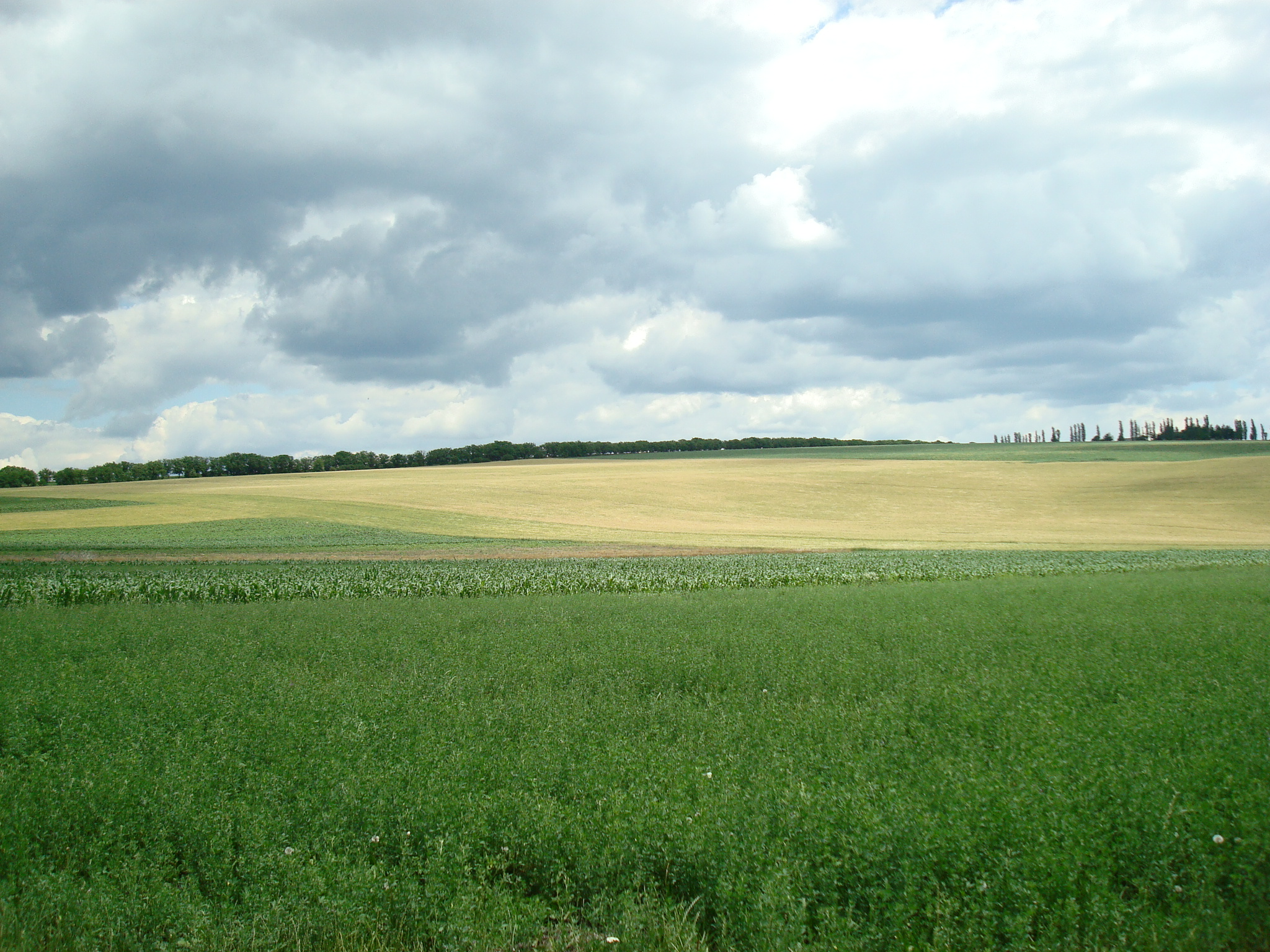
I Campi Di Parcova

## Località
Il comune è formato dall'insieme delle seguenti località:
- Parcova (1 515 abitanti)
- Fîntîna Albă (806 abitanti)

Il comune di Parcova è costituito da 2 321 abitanti dei quali il 46.96% sono di sesso maschile mentre il restante 53.04% di sesso femminile. Il comune dista circa undici km da Edineț, quattro da Cupcini e 200 km dalla capitale. Il paese ha un ospedale di recente ristrutturazione, un asilo, una scuola, una biblioteca, un ufficio postale, una chiesa ed è la sede comunale.

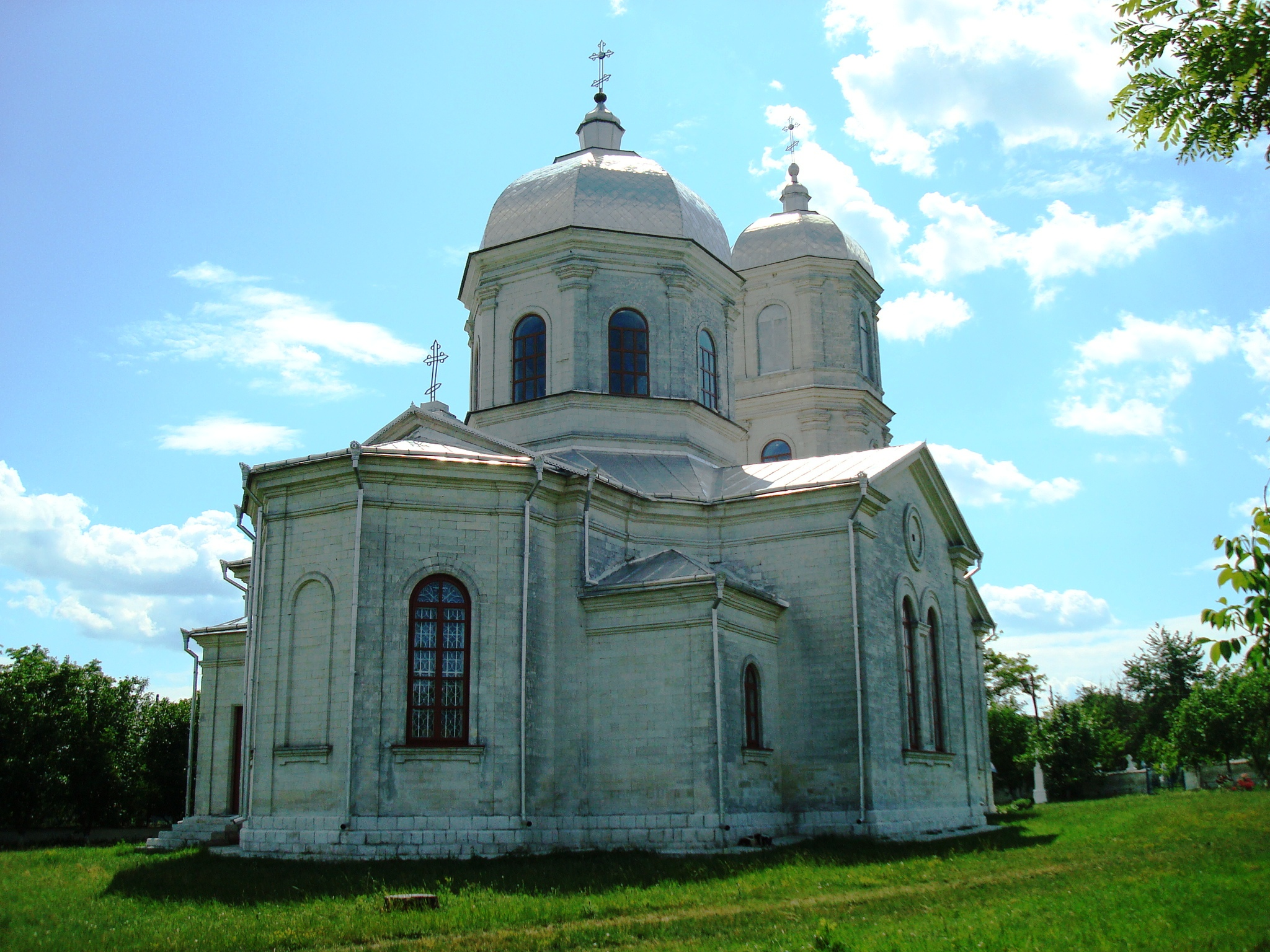
La Chiesa

## Cultura
Ci sono cinque monumenti dedicati a persone o eventi:
- Monumento dedicato agli eroi che sono morti durante la seconda guerra mondiale;
- Monumento dedicato al grande poeta nazionale Mihai Eminescu;
- Monumento commemorativo dei 535 anni del comune;
- Monumento dedicato al più grande ed importante sovrano della Moldavia, Ștefan Cel Mare;
- Monumento dedicato alla fine delle guerre daco-romane;

### Eventi
Tra il 15 giugno e il 15 agosto del 2010 ha avuto luogo il Festival Internazionale Acasă, la Parcova organizzato dal regista moldavo Silviu Fusu nella casa dei propri genitori in Parcova.
Nel 2005 vi fu una mostra artistica di quadri da parte di Anatol Lazarev, un pittore molto apprezzato in Moldavia.

## Economia
L'economia di Parcova è basata fondamentalmente sull'agricoltura e sul allevamento di animali domestici come: mucche, maiali, galline, oche ecc. Vi sono anche delle imprese:
- SRL Parcoveanca - impresa agricola;
- SRL AgroDinian - impresa agricola;
- SRL Devotament - impresa agricola;
- SA Cereale-Cupcini
- Î.I. Almar - Oleificio;
- ASECOOP – 1 magazzino;
- Una Farmacia;
- Una filiale della banca Banca de Economii